# Elke Mühlleitner
Elke Mühlleitner est une psychologue et chercheuse en sciences sociales autrichienne. Elle est docteure en sciences sociales, spécialiste de l'histoire des débuts de la psychanalyse, et notamment des premières femmes psychanalystes.

## Biographie
Elke Mühlleitner fait des études de psychologie à Vienne et à Klagenfurt, puis elle se forme en études psychanalytiques à la New School for Social Research. Elle est enseignante en histoire et théorie de la psychothérapie et de la psychanalyse.

## Activités éditoriales
Elke Mühlleitner publie en 1992 le Biographisches Lexikon der Psycho-analyse, dictionnaire qui retrace l’histoire de la société psychanalytique de Vienne de 1902 à 1938. Elle édite avec Ulrike May un ouvrage consacré à Edith Jacobson, dans lequel les deux chercheuses mettent en lien la période allemande (1897-1938) et la période américaine (1938-1978) de sa vie. Elle consacre plusieurs publications à Otto Fenichel, notamment une biographie, Ich - Fenichel. Das Leben eines Psychoanalytikers im 20. Jahrhundert, et réalise avec Johannes Reichmayr (de) l'édition critique des  « Rundbriefe », 119 lettres circulaires envoyées clandestinement par Fenichel aux membres du groupe des freudiens marxistes qu'il fédère, d'abord en Allemagne puis, après son exil en 1933, depuis Oslo et Prague, et qu'il continue à diffuser depuis Los Angeles où il s'installe en 1938.
Elle s'intéresse aux premières femmes membres du mouvement analytique, auxquelles elle consacre une étude intitulée « Les femmes et le mouvement psychanalytique à Vienne » en 1999.  Elle souligne notamment l'importance de l'activité éditoriale des femmes psychanalystes, et leur proportion importante au sein des associations de psychanalyse, supérieure à leur représentation dans les autres professions à la même époque. Elle dénombre ainsi 1/3 de femmes dans la Société psychanalytique de Vienne en 1929, dont elle relève non seulement « la présence », mais également « le pouvoir et la créativité » au sein de l'association, et l'intérêt de ces « pionnières » pour la psychologie féminine, domaine dans lequel chacune des membres identifiées par Elke Mühlleitner a publié au moins un article, à l'exception d'Anna Freud.

## Publications
- « The Exodus of psychoanalysts from Vienna », In F. Stadler & P. Weibel (dir.), The Cultural Exodus from  Austria, Vienna, Springer, 1995,  (ISBN 978-3211826935) p. (pp. 98-121.
- « Der Autor von 119 Rundbriefen (1934-1945): Otto Fenichel - Historiograph der psychoanalytischen Bewegung », avec Johannes Reichmayr (de), Psyche, 1996, vol.50, n°8, p. 742-753
- « Die Freudianer in Wien. Die Psychologische Mittwoch-Gesellschaft und die Wiener Psychoanalytische Vereinigung 1902-1938 », avec Johannes Reichmayr, Psyche, 1997, vol.51, n°11, p. 1051-1103. en anglais : « Following Freud in Vienna: The Psychological Wednesday Society and the Viennese Psychoanalytical Society 1902-1938 », in International Forum of Psychoanalysis 6:73-102, 1997, [lire en ligne]
- « Les Femmes et le mouvement psychanalytique à Vienne », dans Sophie de Mijolla-Mellor, Les femmes dans l'histoire de la psychanalyse, L’Esprit du temps, 1999 (ISBN 9782913062085, lire en ligne), p. 33-50 (en all. « Frauen in der psychoanalytischen Bewegung », Psyche, 2000, vol.54, n°77, p. 642-668).
- (de) Biographisches Lexikon der Psychoanalyse: Die Mitglieder der Psychologischen Mittwoch-Gesellschaft und der Wiener Psychoanalytischen Vereinigung 1902-1938, (avec  Johannes Reichmayr), Tübingen, Edition diskord, 1992,  (ISBN 978-3860993590), 400 p.
- (de) (éd.) Edith Jacobson. Sie selbst und die Welt ihrer Objekte : Leben, Werk, Erinnerungen, avec Ulrike May,  (ISBN 978-3898060806) 447 p.
- (de) (éd.) Otto Fenichel. 119 Rundbriefe, t.1 Europa, t.2 America, avec Johannes Reichmayr (de), Stroemfeld, 1998, 2 137 p.  (ISBN 978-3878775652)
- (de) Edith Jacobssohn: Ihre Jahre in Deutschland (1897-1938), avec Michael Schröter & Ulrike May, Psyche – Zeitschrift für Psychoanalyse, vol.58, n°6, p. 544-560
- (de) Die akademische Hintertreppe. Kleines Lexikon des wissenschaftlichen Kommunizierens, avec Claus Leggewie (Illust. Hans Werner Poschauko), Campus Verlag, 2007  (ISBN 978-3593381534) 295 p.
- (de) Ich - Fenichel: Das Leben eines Psychoanalytikers im 20. Jahrhundert, Zsolnay Verlag, 2008,  (ISBN 978-3552054295), 512 p.
- (coll) (de) Otto Fenichel, Psychoanalyse und Gymnastik [éd. scientifique], Psychosozial-Verlag, 2015, 209 p.  (ISBN 978-3837924879)